# Marcus Camby
Marcus D. Camby (Hartford, 22 marzo 1974) è un ex cestista statunitense, professionista nella NBA.

## Carriera
Nella stagione 1995-96, grazie ad un campionato strepitoso, vince il premio di Giocatore dell'Anno, con la maglia di UMass. Nel 1996 viene chiamato con il numero 2 dai Toronto Raptors nel Draft NBA. Resterà nella franchigia canadese fino al 1998, quando viene ceduto ai New York Knicks di Patrick Ewing, coi quali giocherà anche la finale del 1999. Nel 2002 va ai Denver Nuggets. Con la maglia dei Nuggets, nonostante i continui infortuni, ha avuto nel 2006-07 la miglior stagione della carriera, culminata con la vittoria del NBA Defensive Player of the Year Award.
Nell'estate 2008 viene ceduto ai Los Angeles Clippers in cambio di una seconda scelta futura al draft. Il 16 febbraio 2010 viene invece scambiato ai Portland Trail Blazers per Steve Blake e Travis Outlaw. Dopo una parentesi di un anno presso gli Houston Rockets, tramite una sign and trade, viene scambiato ai Knicks per Toney Douglas, Josh Harrellson, Jerome Jordan e due seconde scelte. Il 10 luglio 2013 viene ceduto ai Toronto Raptors insieme a Steve Novak, Quentin Richardson, una prima e due seconde scelte future in cambio di Andrea Bargnani. I Raptors lo tagliano subito e, in data 29 luglio 2013, Camby decide di ritornare agli Houston Rockets.

## Statistiche

### College
| Anno      | Squadra         | PG | PT | MP   | TC%  | 3P% | TL%  | RP  | AP  | PRP | SP  | PP   |
| --------- | --------------- | -- | -- | ---- | ---- | --- | ---- | --- | --- | --- | --- | ---- |
| 1993-1994 | UMass Minutemen | 29 | 12 | 21,9 | 49,4 | 0,0 | 59,6 | 6,4 | 1,2 | 0,6 | 3,6 | 10,2 |
| 1994-1995 | UMass Minutemen | 30 | 21 | 22,6 | 55,0 | 100 | 64,3 | 6,2 | 1,2 | 0,8 | 3,4 | 13,9 |
| 1995-1996 | UMass Minutemen | 33 | 30 | 30,6 | 47,7 | 0,0 | 70,0 | 8,2 | 1,8 | 1,0 | 3,9 | 20,5 |
| Carriera  | Carriera        | 92 | 63 | 25,3 | 50,1 | 7,7 | 66,1 | 7,0 | 1,4 | 0,8 | 3,7 | 15,1 |

### NBA

#### Regular Season
| Anno      | Squadra             | PG  | PT  | MP   | TC%  | 3P%  | TL%  | RP   | AP  | PRP | SP   | PP   |
| --------- | ------------------- | --- | --- | ---- | ---- | ---- | ---- | ---- | --- | --- | ---- | ---- |
| 1996-1997 | Toronto Raptors     | 63  | 38  | 30,1 | 48,2 | 14,3 | 69,3 | 6,3  | 1,5 | 1,0 | 2,1  | 14,8 |
| 1997-1998 | Toronto Raptors     | 63  | 58  | 31,8 | 41,2 | 0,0  | 61,1 | 7,4  | 1,8 | 1,1 | 3,7* | 12,1 |
| 1998-1999 | N.Y. Knicks         | 46  | 0   | 20,5 | 52,1 | 0,0  | 55,3 | 5,5  | 0,3 | 0,6 | 1,6  | 7,2  |
| 1999-2000 | N.Y. Knicks         | 59  | 11  | 26,2 | 48,0 | 50,0 | 67,0 | 7,8  | 0,8 | 0,7 | 2,0  | 10,2 |
| 2000-2001 | N.Y. Knicks         | 63  | 63  | 33,8 | 52,4 | 12,5 | 66,7 | 11,5 | 0,8 | 1,0 | 2,2  | 12,0 |
| 2001-2002 | N.Y. Knicks         | 29  | 29  | 34,7 | 44,8 | 0,0  | 62,6 | 11,1 | 1,1 | 1,2 | 1,7  | 11,1 |
| 2002-2003 | Denver Nuggets      | 29  | 9   | 21,2 | 41,0 | 40,0 | 66,0 | 7,2  | 1,6 | 0,7 | 1,4  | 7,6  |
| 2003-2004 | Denver Nuggets      | 72  | 72  | 30,0 | 47,7 | 0,0  | 72,1 | 10,1 | 1,8 | 1,2 | 2,6  | 8,6  |
| 2004-2005 | Denver Nuggets      | 66  | 66  | 30,5 | 46,5 | 0,0  | 72,3 | 10,0 | 2,3 | 0,9 | 3,0  | 10,3 |
| 2005-2006 | Denver Nuggets      | 56  | 54  | 33,2 | 46,5 | 9,1  | 71,2 | 11,9 | 2,1 | 1,4 | 3,3  | 12,8 |
| 2006-2007 | Denver Nuggets      | 70  | 70  | 33,8 | 47,3 | 0,0  | 72,9 | 11,7 | 3,2 | 1,2 | 3,3  | 11,2 |
| 2007-2008 | Denver Nuggets      | 79  | 79  | 34,9 | 45,0 | 30,0 | 70,8 | 13,1 | 3,3 | 1,1 | 3,6  | 9,1  |
| 2008-2009 | L.A. Clippers       | 62  | 55  | 31,0 | 51,2 | 25,0 | 72,5 | 11,2 | 2,0 | 0,8 | 2,1  | 10,3 |
| 2009-2010 | L.A. Clippers       | 51  | 51  | 31,3 | 46,6 | 33,3 | 65,9 | 12,1 | 3,0 | 1,4 | 1,9  | 7,7  |
| 2009-2010 | Portland T. Blazers | 23  | 23  | 31,2 | 49,7 | 0,0  | 58,1 | 11,1 | 1,5 | 1,1 | 2,0  | 7,0  |
| 2010-2011 | Portland T. Blazers | 59  | 51  | 26,1 | 39,8 | 0,0  | 61,4 | 10,3 | 2,1 | 0,7 | 1,6  | 4,7  |
| 2011-2012 | Portland T. Blazers | 40  | 40  | 22,4 | 41,6 | -    | 47,4 | 8,9  | 1,9 | 0,8 | 1,4  | 3,8  |
| 2011-2012 | Houston Rockets     | 19  | 13  | 24,1 | 48,4 | 40,0 | 42,3 | 9,3  | 1,7 | 0,9 | 1,5  | 7,1  |
| 2012-2013 | N.Y. Knicks         | 24  | 4   | 10,4 | 32,1 | -    | 42,1 | 3,3  | 0,6 | 0,3 | 0,6  | 1,8  |
| Carriera  | Carriera            | 973 | 786 | 29,5 | 46,6 | 20,5 | 67,0 | 9,8  | 1,9 | 1,0 | 2,4  | 9,5  |

#### Playoffs
| Anno     | Squadra             | PG | PT | MP   | TC%  | 3P%  | TL%  | RP   | AP  | PRP | SP  | PP   |
| -------- | ------------------- | -- | -- | ---- | ---- | ---- | ---- | ---- | --- | --- | --- | ---- |
| 1999     | N.Y. Knicks         | 20 | 3  | 25,5 | 56,6 | 0,0  | 61,6 | 7,7  | 0,3 | 1,2 | 1,9 | 10,4 |
| 2000     | N.Y. Knicks         | 16 | 0  | 24,1 | 33,7 | 0,0  | 61,3 | 7,0  | 0,4 | 0,5 | 1,4 | 4,8  |
| 2001     | N.Y. Knicks         | 4  | 4  | 35,3 | 38,5 | -    | 38,5 | 8,0  | 1,8 | 0,5 | 2,3 | 6,3  |
| 2004     | Denver Nuggets      | 5  | 5  | 38,8 | 49,1 | 100  | 57,1 | 11,4 | 2,4 | 0,8 | 1,4 | 12,6 |
| 2005     | Denver Nuggets      | 5  | 5  | 36,8 | 41,5 | -    | 63,0 | 11,2 | 1,8 | 0,6 | 3,2 | 10,2 |
| 2006     | Denver Nuggets      | 5  | 5  | 35,0 | 41,9 | -    | 55,6 | 11,0 | 2,2 | 0,8 | 2,8 | 11,4 |
| 2007     | Denver Nuggets      | 5  | 5  | 36,8 | 37,8 | -    | 66,7 | 14,8 | 2,0 | 0,8 | 3,2 | 7,6  |
| 2008     | Denver Nuggets      | 4  | 4  | 31,0 | 23,8 | 100  | 33,3 | 13,3 | 3,0 | 1,0 | 3,0 | 3,3  |
| 2010     | Portland T. Blazers | 6  | 6  | 29,7 | 42,1 | 0,0  | 50,0 | 10,0 | 2,3 | 0,7 | 1,2 | 5,8  |
| 2011     | Portland T. Blazers | 6  | 6  | 27,8 | 45,5 | 100  | 0,0  | 9,7  | 1,3 | 0,7 | 1,5 | 3,5  |
| 2013     | N.Y. Knicks         | 3  | 0  | 1,0  | 100  | -    | -    | 0,7  | 0,0 | 0,0 | 0,0 | 0,7  |
| Carriera | Carriera            | 79 | 43 | 28,4 | 44,3 | 42,9 | 57,8 | 9,0  | 1,2 | 0,8 | 1,9 | 7,5  |

## Palmarès
- NCAA AP Player of the Year (1996)
- NCAA John R. Wooden Award (1996)
- NCAA Naismith Men's College Player of the Year Award (1996)
- NCAA AP All-America First Team (1996)
- NBA Defensive Player of the Year (2007)
- NBA All-Rookie First Team (1997)
- 2 volte NBA All-Defensive First Team (2007, 2008)
- 2 volte NBA All-Defensive Second Team (2005, 2006)
- 4 volte miglior stoppatore NBA (1998, 2006, 2007, 2008) (record condiviso con Mark Eaton e Kareem Abdul-Jabbar)
- Quarantanovesimo miglior rimbalzista di sempre NBA
- Dodicesimo miglior stoppatore di sempre NBA